# Bombus vestalis
Шмель-кукушка белозадый (Bombus vestalis) — вид шмелей-кукушек из семейства настоящих пчёл. Палеарктика.

## Описание
Длина тела самцов около 15 мм; длина тела самок около 20 мм. Размах крыльев около 37 мм. Хоботок короткий. На последней паре ног отсутствует типичный для шмелей аппарат для сбора пыльцы, который необходим, чтобы прокормить личинок. Клептопаразит у Bombus terrestris и других видов. Собственных гнёзд не строит, яйца и личинки развиваются в гнёздах других видов шмелей.